# Reningsborg
Reningsborg är en organisation som bland annat driver tre Second Hand-butiker, boenden och ett kafé i Göteborg.
Reningsborg var från 1954 till 1972 ett reningsverk i Västra Frölunda, Göteborg. Ingemar Götestam, visionär och initiativtagare till Reningsborg, tog över byggnaden 1992 och tillsammans med ungdomar lagades, målades och inreddes den gamla industrilokalen där ungdomar kunde flytta in. En Second Hand-butik öppnades i nedersta våningen. Idén var att hjälpa bostads- och arbetslösa ungdomar med en trygg och stadig grund i livet. Som en del i verksamhetens arbete skickar Reningsborg hjälpsändningar till Östeuropa. 
Reningsborgs verksamhet vilar på en kristen grund. 

## Verksamhet i Göteborg
I den gamla industrilokalens nedersta våning där Reningsborgs första Second Hand-butik öppnades finns nu Traversen, en nyrenoverad lokal för konferenser och möten med kapacitet för upp till 80 gäster. Om onsdagar arrangeras ofta "musikcafé" med olika musiker. Den nuvarande Second Hand-butiken bedrivs i en intilliggande byggnad som i augusti 2019 utsattes för en anlagd brand. I februari 2020 kunde butiken öppna upp igen efter ett halvårs renovering.
I den gamla industrilokalen i Västra Frölunda finns även organisationens hantverksateljé Ateljé Spaljé. I samma byggnad bedriver Reningsborg ett vandrarhem för hemlösa barnfamiljer och andra personer med nödbistånd. I anslutning till vandrarhemmet har Reningsborg två radhuslängor med studentlägenheter.
Reningsborg driver en biltvätt och däckservice i Västra Frölunda, vars syfte är att skapa arbete och framtidstro för ungdomar.
Kaféet Café au Thé i Haga i centrala Göteborg är en del av Reningsborg. 
I Partille och Angered driver Reningsborg ytterligare två Second Hand-butiker.

## Utlandshjälp
Reningsborg arbetar tillsammans med lokala hjälporganisationer i Polen, Moldavien, Serbien, Rumänien och Eswatini genom bland annat transporter av varor och ekonomiskt stöd. I Moldavien samarbetar Reningsborg med Beginning of Life, en organisation som genom en mängd olika projekt arbetar för att förebygga människohandel och förbättra utsatta människors livsvillkor. Reningsborg stödjer tre Second Hand-butiker i Polen, i städerna Poznan, Przemysl och Zbaszyn. Funktionshindrade ungdomar erbjuds arbetsträning i de tre butikerna. Lastbilar transporterar regelbundet varor till butikerna från Reningsborg i Göteborg. Ett hundratal volontärer hjälper till med försäljningen och med socialt engagemang. Det ekonomiska överskottet från de polska butikerna går bland annat till en särskola, särskilt stöd för autistiska barn samt till en förening som hjälper barnhemsbarn vidare till fosterhem. 
Sedan 1996 har Reningsborg genom både finansiella bidrag och varutransporter stött organisationen Networks som bedriver hjälparbete i nordvästra Rumänien, bland annat genom en Second Hand-butik i byn Siria. I Serbien är Reningsborgs samarbetspartner Bread of Life som sedan 2004 driver en förskola och läxhjälp för romska barn i Belgrad.
I Eswatini stöttar Reningsborg ett odlingsprojekt i provinsen Hhohho genom Evangeliska Frikyrkan. Reningsborg samarbetar med föreningen Yeboswaziland i ett skolprojekt, bland annat genom att ge barnen näringsriktig frukost i skolan.